# Gasferndetektion
Verfahren zur Gasferndetektion werden in zunehmendem Maß von der Gasindustrie zur regelmäßigen Dichtheitsüberprüfung von Leitungen und Bauteilen eingesetzt und können Erdgas (bzw. dessen Hauptbestandteil Methan) aus der Distanz nachweisen. Jedes Gasgemisch verfügt über einzigartige spektrale Eigenschaften, die eine Identifikation ermöglichen.
Es gibt aktive und passive Gasferndetektionsverfahren, die jeweils in unterschiedlichen Einsatzgebieten eingesetzt werden.

## Gasferndetektionsverfahren

### Aktive
Aktive Systeme, wie zum Beispiel Lidar, verfügen über einen Sender und über einen Empfänger. Bei aktiven Verfahren werden Signale ausgesendet, welche vom gesuchten Spurengas (z. B. Methan) abgeschwächt werden. Die Signale werden wieder aufgefangen und auf Veränderungen analysiert. Der Deutsche Verein des Gas- und Wasserfaches hat eine Technische Regel (Merkblatt G 501) verabschiedet und lässt luftgestützte Gasferndetektionsverfahren als eine Form der Dichtheitsüberprüfung ausdrücklich zu.
Aktive Gasferndetektionsverfahren werden in erster Linie bei der Dichtheitsprüfung von erdverlegten Erdgasleitungen eingesetzt.

### Passive
Passive Systeme verfügen lediglich über einen Empfänger und nehmen Signale aus der Umwelt auf. Bei passiven Verfahren, z. B. Infrarot-Radiospektometrie, wird elektromagnetische Strahlung auf die Existenz eines Untersuchungsgegenstands (Atom, Molekül) analysiert (vgl. FTIR-Spektrometer).
Passive Gasferndetektionsverfahren kommen bei der Überprüfung oberirdischer, gasführender Bauteile bei regelmäßig wiederkehrenden Dichtheitsüberprüfungen zum Einsatz.